# DAPI
DAPI, което е съкратено от пълното име 4',6-диамино-2-фенилиндол е флуоресцентно багрило, което има силен афинитет към ДНК. Използва се във флуоресцентната микроскопия. Тъй като DAPI навлиза спокойно през клетъчната мембрана, се използва за оцветяването, както на живи, така и на фиксирани клетки.